# Pliomyini
Pliomyini – plemię ssaków z podrodziny karczowników (Arvicolinae) w obrębie rodziny chomikowatych (Cricetidae). 

## Zasięg występowania
Plemię obejmuje jeden żyjący współcześnie gatunek występujące na Półwyspie Bałkańskim. 

## Podział systematyczny
Do plemienia należy jeden występujący współcześnie rodzaj:
- Dinaromys Kretzoi, 1955 – dynarczyk

Opisano również rodzaje wymarłe: 
- Dolomys Nehring, 1898[8]
- Pliomys Méhelÿ, 1914[9]